# 奧爾巴尼縣 (懷俄明州)
奧巴尼縣（英語：Albany County，/ˈɔːlbəniː/，AWL-bə-nee）是美国怀俄明州東南部的一個郡，南鄰科羅拉多州，面積11,160平方公里。根據2020年人口普查，本縣共有人口37,066人。本縣縣治為拉勒米。

## 歷史

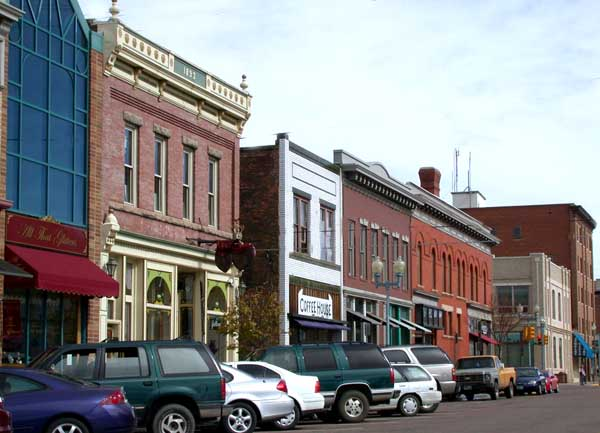
縣治拉勒米

本縣於1868年12月16日自拉勒米縣成立。於1869年5月19日，懷俄明領地成立，本縣亦隨即成為該領地的縣。
查爾斯·D.布拉德利將本縣喻為纽约州首府奥尔巴尼，因而為名。

## 地理

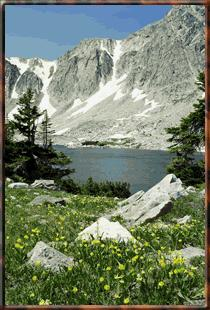
醫學弓國家森林公園

根據2000年人口普查，奧爾巴尼縣的總面積為4,309平方英里（11,160平方），其中有4,273平方英里（11,070平方），即99.16%為陸地；36平方英里（93平方），即0.84%為水域。本縣既是懷俄明州面積第八大的縣份，亦是美國面積第93大的縣份。

### 毗鄰縣
- 怀俄明州 卡本縣：西方
- 懷俄明州 康弗斯縣：北方
- 懷俄明州 普拉特縣：東方
- 懷俄明州 拉勒米縣：東方
- 科羅拉多州 拉里默爾縣：南方
- 科羅拉多州 杰克逊县：西南方

### 國家保護區
- 班福思國家野生動物保護區（英语：Bamforth National Wildlife Refuge）
- 霍頓湖國家野生動物保護區（英语：Hutton Lake National Wildlife Refuge）
- 梅迪辛博國家森林公園（部分）
- 莫特森湖國家野生動物保護區（英语：Mortenson Lake National Wildlife Refuge）

## 人口
| 调查年             | 人口   | 备注 | %±     |
| ------------------ | ------ | ---- | ------ |
| 1870               | 2,021  |      | —      |
| 1880               | 4,626  |      | 128.9% |
| 1890               | 8,865  |      | 91.6%  |
| 1900               | 13,084 |      | 47.6%  |
| 1910               | 11,574 |      | −11.5% |
| 1920               | 9,283  |      | −19.8% |
| 1930               | 12,041 |      | 29.7%  |
| 1940               | 13,946 |      | 15.8%  |
| 1950               | 19,055 |      | 36.6%  |
| 1960               | 21,290 |      | 11.7%  |
| 1970               | 26,431 |      | 24.1%  |
| 1980               | 29,062 |      | 10.0%  |
| 1990               | 30,797 |      | 6.0%   |
| 2000               | 32,014 |      | 4.0%   |
| 2010               | 36,299 |      | 13.4%  |
| [ 8 ] [ 9 ] [ 10 ] |        |      |        |

根據2000年人口普查，奧爾巴尼縣擁有32,014居民、13,269住戶和7,006家庭。其人口密度為每平方英里8居民（每平方公里3居民）。本縣擁有15,215間房屋单位，其密度為每平方英里4間（每平方公里1間）。而人口是由91.32%白人、1.11%非裔、0.95%原住民、1.7%亞裔、0.06%太平洋岛民、2.65%其他種族和2.22%混血构成。而西班牙裔或拉丁美洲裔佔了人口7.49%。在91.32%白人中，有24.4%是德裔、11.1%是英裔以及10.2%是愛爾蘭裔。
在13,269住户中，有23.9%擁有一個或以上的兒童（18歲以下）、42%為雙親家庭、7.5%為单亲家庭、47.2%為非家庭、31.4%為獨居、6.2%住戶有同居長者。平均每戶有2.23人，而平均每個家庭則有2.84人。在32,014居民中，有18.4%為18歲以下、28.2%為18至24歲、26.1%為25至44歲、19.1%為45至64歲以及8.3%為65歲以上。人口的年齡中位數為27歲，女子對男子的性別比為100：106.7。成年人的性別比則為100：106.4。
本縣的住戶收入中位數為$28,790，而家庭收入中位數則為$44,334。男性的收入中位數為$31,087，而女性的收入中位數則為$22,061，人均收入為$16,706。約10.8%家庭和21%人口在貧窮線以下，包括15.7%兒童（18歲以下）及8.8%長者（65歲以上）。